# Menelik I

'Mausoleum van Menelik I' in Addis Abeba, 1934.

Menelik I of "Ebna la-Hakim" zou in voor-historische tijden een koning van Ethiopië zijn geweest. De traditie dat de Negus Negesti van Ethiopië afstamt van deze Menelik, zelf een afstammeling van koning Salomo en koning David, werd op schrift gesteld in de 13e-eeuwse "Kebre Negest",
Salomo en de koningin van Seba zouden de ouders van Menelik I zijn geweest. In de Ethiopisch-orthodoxe Tewahedo traditie en de traditie van de Beta Israël reisden leden van de stammen Dan en Juda mee naar Ethiopië. Niemand weet of de koningin van Sheba een historische figuur is. Haar koninkrijk wordt ook wel in Jemen gesitueerd.
Door deze Menelik en de verhalen rond de tocht van zijn veronderstelde naamloze moeder is er een verband tussen de Ethiopisch-orthodoxe kerk, het jodendom en het latere christendom. Ook de veronderstelde schuilplaats van de spoorloos verdwenen Ark van het Verbond in Ethiopië is met Menelik in verband gebracht. In de mondelinge Ethiopische overlevering wordt verhaald dat hij de Ark van het Verbond meenam over de Blauwe Nijl naar Axum.